# 圣雅各教堂 (德里)

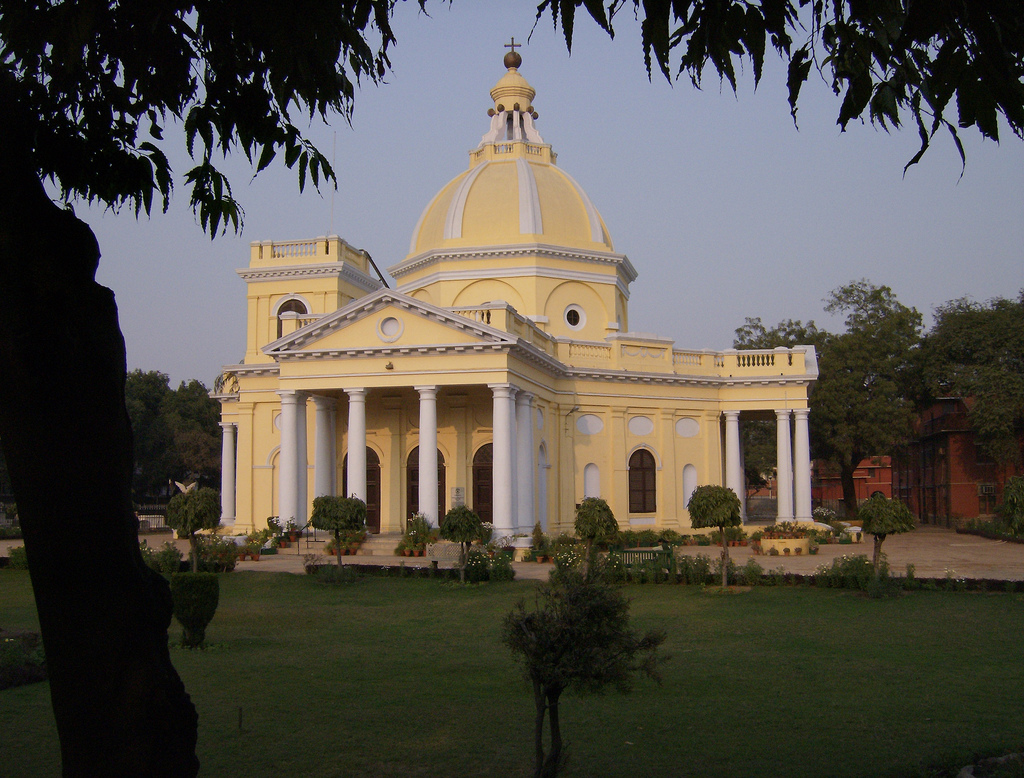
圣雅各教堂

圣雅各教堂（St. James' Church），又名斯金纳教堂（Skinner's Church），是印度德里的一座圣公会教堂，靠近克什米尔门，在教堂路和洛锡安路交叉口。圣雅各教堂由詹姆斯·斯金纳上校兴建于1826年到1836年，希腊十字平面，是该市最古老的教堂之一，其八角形圆顶类似意大利佛罗伦萨主教座堂。该教堂印度总督曾在此礼拜，直到1931年救主堂建成。 目前该教堂属于北印度教会德里教区。 
28°39′56″N 77°13′51″E / 28.665637°N 77.230784°E